# Starboy (bài hát)
"Starboy" là một bài hát của nghệ sĩ thu âm người Canada The Weeknd hợp tác với bộ đôi nhà sản xuất người Pháp Daft Punk nằm trong album phòng thu thứ ba của anh cùng tên (2016). Nó được phát hành vào ngày 21 tháng 9 năm 2016 như là đĩa đơn đầu tiên trích từ album bởi XO và Republic Records, một ngày sau khi nam ca sĩ thông báo về việc phát hành album. Bài hát được đồng viết lời và sản xuất bởi The Weeknd với Daft Punk (Guy-Manuel de Homem-Christo và Thomas Bangalter) cũng như Cirkut và Doc McKinney, bên cạnh sự tham gia hỗ trợ viết lời từ Jason Quenneville. Đây là một trong hai tác phẩm nam ca sĩ hợp tác với Daft Punk cho album, trong đó bao gồm đĩa đơn tiếp theo "I Feel It Coming". "Starboy" là một bản R&B và electropop mang nội dung đề cập đến cuộc sống xa hoa và hào nhoáng về mặt hình thức của người nổi tiếng, đồng thời phơi bày thực tế liên quan đến việc chạy theo lối sống phù phiếm có thể khiến người nghệ sĩ trở nên mong manh và nhạy cảm hơn trước công chúng. Một phiên bản phối lại của nó với sự tham gia sản xuất từ Kygo, đã được phát hành.
Sau khi phát hành, "Starboy" nhận được những phản ứng đa phần là tích cực từ các nhà phê bình âm nhạc, trong đó họ đánh giá cao giai điệu hấp dẫn, chất giọng của The Weeknd và quá trình sản xuất nó. Ngoài ra, bài hát còn gặt hái nhiều giải thưởng và đề cử tại những lễ trao giải lớn, bao gồm hai đề cử tại giải thưởng Âm nhạc Mỹ năm 2017 cho Bài hát Soul/R&B được yêu thích nhất và Hợp tác của năm. "Starboy" cũng tiếp nhận những thành công vượt trội về mặt thương mại, đứng đầu các bảng xếp hạng ở Canada, Đan Mạch, Pháp, Hà Lan, New Zealand, Na Uy và Thụy Điển, đồng thời lọt vào top 10 ở nhiều quốc gia khác, bao gồm vươn đến top 5 ở những thị trường lớn như Úc, Bỉ, Phần Lan, Đức, Ireland, Thụy Sĩ và Vương quốc Anh. Tại Hoa Kỳ, nó đạt vị trí số một trên bảng xếp hạng Billboard Hot 100 trong một tuần sau khi trải qua tám tuần không liên tiếp ở ngôi vị á quân, trở thành đĩa đơn quán quân thứ ba của The Weeknd và đầu tiên của Daft Punk tại đây. Tính đến nay, "Starboy" đã bán được hơn 12 triệu bản trên toàn cầu, trở thành một trong những đĩa đơn bán chạy nhất mọi thời đại.
Video ca nhạc cho "Starboy" được đạo diễn bởi Grant Singer, người đã hợp tác với The Weeknd trong video ca nhạc cho những đĩa đơn trước như "Can't Feel My Face" và "The Hills", trong đó bao gồm những cảnh nam ca sĩ cố gắng phá hủy nhiều thành tựu trước đây của anh, bao gồm những giải thưởng cho album phòng thu trước Beauty Behind the Madness (2015), nhằm mô tả việc The Weeknd đang cố gắng giết chết nhân cách trước đây của bản thân. Nó đã chiến thắng một hạng mục tại giải Âm nhạc châu Âu của MTV năm 2016 cho Video xuất sắc nhất. Để quảng bá bài hát, nam ca sĩ đã trình diễn nó trên nhiều chương trình truyền hình và lễ trao giải lớn, bao gồm The Ellen DeGeneres Show, Saturday Night Live, The Tonight Show Starring Jimmy Fallon, The X Factor UK, The Voice, giải thưởng Âm nhạc Mỹ năm 2016 và Show thời trang Victoria's Secret năm 2016, cũng như trong nhiều chuyến lưu diễn của anh. Kể từ khi phát hành, "Starboy" đã được hát lại và sử dụng làm nhạc mẫu bởi nhiều nghệ sĩ, như Panic! at the Disco, Conor Maynard, Tyler Ward và The Key of Awesome.

## Danh sách bài hát
- Tải kĩ thuật số[1]

1. "Starboy" – 3:50

- Tải kĩ thuật số - Kygo phối lại[2]

1. "Starboy" (Kygo phối lại) – 4:04

- Đĩa CD[3]

1. "Starboy" (bản chưa kiểm duyệt) – 3:50
2. "Starboy" (bản kiểm duyệt) – 3:50

## Xếp hạng
| Bảng xếp hạng (2016-17)                   | Vị trí cao nhất |
| ----------------------------------------- | --------------- |
| Argentina (Monitor Latino)                | 7               |
| Úc (ARIA)                                 | 2               |
| Áo (Ö3 Austria Top 40)                    | 8               |
| Bỉ (Ultratop 50 Flanders)                 | 2               |
| Bỉ (Ultratop 50 Wallonia)                 | 1               |
| Canada (Canadian Hot 100)                 | 1               |
| Canada AC (Billboard)                     | 14              |
| Canada CHR/Top 40 (Billboard)             | 1               |
| Canada Hot AC (Billboard)                 | 1               |
| Cộng hòa Séc (Rádio Top 100)              | 24              |
| Cộng hòa Séc (Singles Digitál Top 100)    | 1               |
| Đan Mạch (Tracklisten)                    | 1               |
| Châu Âu Nhạc số (Billboard)               | 2               |
| Phần Lan (Suomen virallinen lista)        | 3               |
| Pháp (SNEP)                               | 1               |
| Đức (GfK)                                 | 3               |
| Hy Lạp Nhạc số (Billboard)                | 1               |
| Hungary (Rádiós Top 40)                   | 5               |
| Hungary (Single Top 40)                   | 6               |
| Ireland (IRMA)                            | 2               |
| Israel (Media Forest)                     | 1               |
| Ý (FIMI)                                  | 6               |
| Nhật Bản (Japan Hot 100)                  | 67              |
| Luxembourg Nhạc số (Billboard)            | 1               |
| Mexico Phát thanh (Billboard)             | 2               |
| Hà Lan (Dutch Top 40)                     | 1               |
| Hà Lan (Single Top 100)                   | 1               |
| New Zealand (Recorded Music NZ)           | 1               |
| Na Uy (VG-lista)                          | 1               |
| Ba Lan (Polish Airplay Top 100)           | 35              |
| Bồ Đào Nha (AFP)                          | 1               |
| Nga Phát thanh (Tophit)                   | 5               |
| Scotland (OCC)                            | 6               |
| Slovakia (Rádio Top 100)                  | 24              |
| Slovakia (Singles Digitál Top 100)        | 1               |
| Slovenia (SloTop50)                       | 23              |
| Hàn Quốc (Gaon International Singles)     | 37              |
| Tây Ban Nha (PROMUSICAE)                  | 16              |
| Thụy Điển (Sverigetopplistan)             | 1               |
| Thụy Sĩ (Schweizer Hitparade)             | 2               |
| Anh Quốc (OCC)                            | 2               |
| Hoa Kỳ Billboard Hot 100                  | 1               |
| Hoa Kỳ Adult Contemporary (Billboard)     | 26              |
| Hoa Kỳ Adult Pop Airplay (Billboard)      | 10              |
| Hoa Kỳ Dance Club Songs (Billboard)       | 2               |
| Hoa Kỳ Dance/Mix Show Airplay (Billboard) | 3               |
| Hoa Kỳ Hot R&B/Hip-Hop Songs (Billboard)  | 1               |
| Hoa Kỳ Pop Airplay (Billboard)            | 3               |
| Hoa Kỳ Rhythmic (Billboard)               | 1               |

| Bảng xếp hạng (2016)                      | Vị trí |
| ----------------------------------------- | ------ |
| Argentina (Monitor Latino)                | 56     |
| Australia (ARIA)                          | 23     |
| Australia Urban (ARIA)                    | 1      |
| Austria (Ö3 Austria Top 40)               | 73     |
| Belgium (Ultratop 50 Flanders)            | 37     |
| Belgium (Ultratop 50 Wallonia)            | 61     |
| Canada (Canadian Hot 100)                 | 32     |
| Denmark (Tracklisten)                     | 51     |
| France (SNEP)                             | 53     |
| Germany (Official German Charts)          | 49     |
| Hungary (Single Top 40)                   | 40     |
| Hungary (Stream Top 40)                   | 28     |
| Israel (Media Forest)                     | 36     |
| Italy (FIMI)                              | 82     |
| Netherlands (Dutch Top 40)                | 28     |
| Netherlands (Single Top 100)              | 58     |
| New Zealand (Recorded Music NZ)           | 35     |
| Russia Airplay (Tophit)                   | 156    |
| Spain (PROMUSICAE)                        | 94     |
| Sweden (Sverigetopplistan)                | 45     |
| Switzerland (Schweizer Hitparade)         | 66     |
| UK Singles (Official Charts Company)      | 34     |
| US Billboard Hot 100                      | 58     |
| US Hot R&B/Hip-Hop Songs (Billboard)      | 17     |
| US Rhythmic (Billboard)                   | 49     |
| Bảng xếp hạng (2017)                      | Vị trí |
| Argentina (Monitor Latino)                | 71     |
| Australia (ARIA)                          | 42     |
| Australia Urban (ARIA)                    | 7      |
| Belgium (Ultratop 50 Flanders)            | 85     |
| Belgium (Ultratop 50 Wallonia)            | 99     |
| Canada (Canadian Hot 100)                 | 6      |
| Denmark (Tracklisten)                     | 47     |
| France (SNEP)                             | 80     |
| Germany (Official German Charts)          | 97     |
| Hungary (Single Top 40)                   | 38     |
| Hungary (Stream Top 40)                   | 47     |
| Israel (Media Forest)                     | 19     |
| Netherlands (Dutch Top 40)                | 85     |
| New Zealand (Recorded Music NZ)           | 41     |
| Russia Airplay (Tophit)                   | 65     |
| Sweden (Sverigetopplistan)                | 66     |
| Switzerland (Schweizer Hitparade)         | 43     |
| UK Singles (Official Charts Company)      | 59     |
| US Billboard Hot 100                      | 20     |
| US Hot Dance Club Songs (Billboard)       | 49     |
| US Hot Dance/Mix Show Airplay (Billboard) | 42     |
| US Hot R&B/Hip-Hop Songs (Billboard)      | 13     |
| US Pop Songs (Billboard)                  | 28     |
| US Rhythmic (Billboard)                   | 26     |
| Bảng xếp hạng (2018)                      | Vị trí |
| Australia Urban (ARIA)                    | 43     |

| Bảng xếp hạng                        | Vị trí |
| ------------------------------------ | ------ |
| UK Singles (Official Charts Company) | 187    |

## Chứng nhận
| Quốc gia | Chứng nhận    | Số đơn vị/doanh số chứng nhận |
| --- | ------------- | ----------------------------- |
| Úc (ARIA) | 4× Bạch kim   | 280.000‡                      |
| Bỉ (BEA) | 2× Bạch kim   | 0‡                            |
| Brasil (Pro-Música Brasil) | 2× Bạch kim   | 120.000‡                      |
| Canada (Music Canada) | 3× Bạch kim   | 0*                            |
| Đan Mạch (IFPI Đan Mạch) | 2× Bạch kim   | 180.000‡                      |
| Pháp (SNEP) | Kim cương     | 233.333‡                      |
| Đức (BVMI) | 3× Vàng       | 450.000‡                      |
| Ý (FIMI) | 3× Bạch kim   | 150.000‡                      |
| México (AMPROFON) | Bạch kim+Vàng | 90.000‡                       |
| New Zealand (RMNZ) | 2× Bạch kim   | 60.000‡                       |
| Na Uy (IFPI) | 3× Bạch kim   | 30.000‡                       |
| Tây Ban Nha (PROMUSICAE) | 2× Bạch kim   | 80.000‡                       |
| Thụy Điển (GLF) | 4× Bạch kim   | 80.000‡                       |
| Anh Quốc (BPI) | 2× Bạch kim   | 1.200.000‡                    |
| Hoa Kỳ (RIAA) | 7× Bạch kim   | 7.000.000‡                    |
| * Chứng nhận dựa theo doanh số tiêu thụ. ^ Chứng nhận dựa theo doanh số nhập hàng. ‡ Chứng nhận dựa theo doanh số tiêu thụ và phát trực tuyến. |               |                               |